# 向阳花社会工作服务中心
向阳花社会工作服务中心是一家成立于2012年的非营利组织。该组织的成立由女性工人创建，目的是关注女性工人的工作、生活和情感困扰，以及促进她们的自主发展和社会融入。
工人社群活动之外，该组织还会协助工厂工人的集体维权行动。2015年6月，该组织被广州市番禺区民政局要求注销。2015年12月3日，向阳花女工服务中心负责人骆红梅被警方带走。

## 发展经过
向阳花社会工作服务中心的创始人骆红梅原本是一名女工，2008年遭遇工伤，经历了3年的维权后，她有了创立一家为女工服务的公益组织的想法。
2012年3月11日，向阳花社工服务中心在广州市番禺区旧水坑工业区成立，该区域聚集了大量外来工，又以女工为主。成立初期，向阳花的目标是为女工提供一个学习和交流的空间，例如组织语言学习班、舞蹈兴趣班、观影会、周末女工论坛、社区表演等，同时提供课程和培训，例如在女性健康，法律知识，计算机等方面。
向阳花成立初期得到当地政府部门的支持，并且在2012年9月在民政局登记注册。2013年10月“向阳花”的分部，南沙社区公益服务中心成立。因为专注女工的社区服务，向阳花社会工作服务中心曾得到广东省妇联、广州市团委等赞赏。
从2013年4月开始，因为工人求助，向阳花相继介入了勤艺珠宝厂、胜美达工厂等一系列工人发起的维权活动，协助工人发起集体谈判和选出工人代表，工人维权的诉求包括有要求厂方补缴社保、公积金，发放加班费，提高搬迁补偿等，而向阳花介入的维权行动均以工人诉求得到满足结束。

## 关闭
在向阳花开始介入工人维权行动后，组织开始受到压力，包括遭到来自房东和街道的逼迁，并接连搬迁了四次。
2015年4月，其分支机构南沙社区公益服务中心被迫关闭。6月23日，向阳花收到了一份《广州市番禺区民政局行政处罚听证告知书》，内容是因向阳花没有固定办公地、资金不足和业务活动不正常等，要对其机构进行撤销。
同时，民政局、派出工作人员试图劝说向阳花机构负责人骆红梅主动注销组织，骆红梅拒绝，并公开表示要：“横竖都是死，那么就要死得有价值。” 其后，向阳花对民政局的处罚进行申诉。
2015年12月3日，向阳花女工服务中心负责人骆红梅被警方带走。

## 主要的劳工参与

#### 调研
2013年11月25日，向阳花发布《广州性骚扰调研报告》，调查显示，受访的工厂女工大多遭受过同事的性骚扰，约六分之一的人因此辞职，造成了不小的工资损失。

#### 工人集体行动
向阳花在2013年后，开始介入工人集体维权事件：
- 2013年4月，协助勤艺珠宝厂工人取得离职赔偿。
- 2013年4月至6月，向阳花协助永隆300名工人拿到工厂搬迁的经济赔偿和成功补缴入职以来的社保和公积金
- 2013年5月至7月，协助“日立”工人补缴入职以来的社保和公积金，300多名工人的补缴资金合共超过一千万
- 2013年8月，协助番禺旧水坑胜美达工厂工人要求工厂补缴社保和公积金，维权持续超过一年，最后1000名工人的社保得到补缴，金额总计四千多万元
- 2014年12月，石基腾麒机械厂搬迁，但没有给予工人赔偿方案，维权的过程中，工人围堵工厂门口，最终6名工人代表被广州公安局番禺分局行政拘留5天，向阳花协助工人对广州公安局番禺分局提起行政诉讼并成功胜诉。[8]